# Hemidactylus echinus
Hemidactylus echinus là một loài thằn lằn trong họ Gekkonidae. Loài này được O’Shaughnessy mô tả khoa học đầu tiên năm 1875.